# (5379) Abehiroshi
(5379) Abehiroshi es un asteroide perteneciente al cinturón de asteroides, descubierto el 16 de abril de 1991 por Satoru Otomo y el también astrónomo Osamu Muramatsu desde Kiyosato, Japón.

## Designación y nombre
Designado provisionalmente como 1991 HG. Fue nombrado Abehiroshi en honor al astrónomo aficionado japonés Hiroshi Abe, residente en Shimane. Descubridor de numerosos planetas menores en el Observatorio Yatsuka desde 1993, también es un confirmador activo de nuevos objetos en colaboración con Syuichi Nakano.

## Características orbitales
Abehiroshi está situado a una distancia media del Sol de 2,395 ua, pudiendo alejarse hasta 2,527 ua y acercarse hasta 2,264 ua. Su excentricidad es 0,054 y la inclinación orbital 3,801 grados. Emplea 1354,62 días en completar una órbita alrededor del Sol.

## Características físicas
La magnitud absoluta de Abehiroshi es 12,9. Tiene 6,254 km de diámetro y su albedo se estima en 0,284. Está asignado al tipo espectral V según la clasificación SMASSII.